# 結城素明

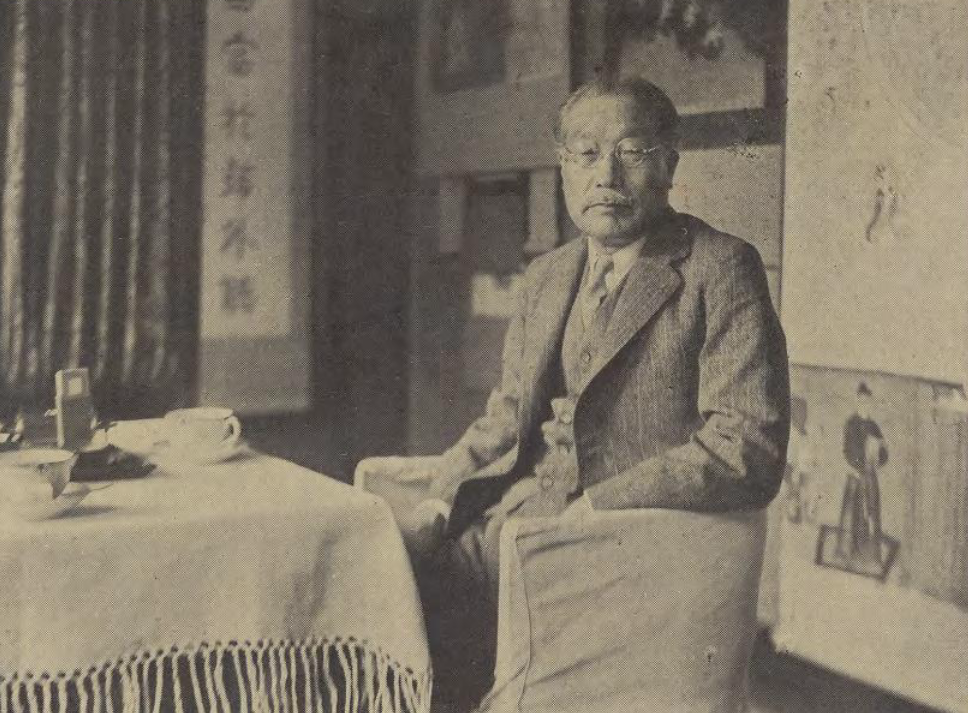
結城素明

結城 素明（ゆうき そめい、1875年（明治8年）12月10日 - 1957年（昭和32年）3月24日）は、日本の明治から昭和にかけて活躍した日本画家。日本芸術院会員。

## 略歴
東京本所荒井町に、「池田屋」という酒屋を営んでいた森田周助の次男として生まれる。本名の貞松は勝海舟の命名といい、奇しくも後に素明は、「江戸開城談判」（聖徳記念絵画館蔵）において海舟の姿を描いている。10歳の頃、親類の結城彦太郎の養嗣子となる。明治24年（1891年）7月岡倉覚三（天心）の紹介で、川端玉章の画塾天真堂（天真社）に入門する。玉章に学びながら明治25年（1892年）東京美術学校日本画科に入学。常に墨斗と手帖を携帯し、目にとまったものは何でも写生したという。
明治27年（1894年）1月、素明は玉章の内弟子となった平福百穂と知り合い意気投合し、両者に後年まで絵画技法上の共通性はないが、終生無二の親友として交友する。明治33年（1900年）无声会を結成、1904年東京美術学校助教授、1916年金鈴社結成に加わる。文展に出品、1913年教授、1919年東京女子高等師範学校教授兼任、1923年から英独仏へ留学、1925年帝国美術院会員、1937年帝国芸術院会員、1944年従三位・勲二等瑞宝章受章、1945年東京美術学校名誉教授。墓所は染井霊園。

## 作品
| 作品名                                 | 技法     | 形状・員数 | 寸法（縦x横cm）  | 所有者                 | 年代                 | 出品展覧会                 | 落款・印章 | 備考                                                                              |
| -------------------------------------- | -------- | ---------- | ---------------- | ---------------------- | -------------------- | -------------------------- | ---------- | --------------------------------------------------------------------------------- |
| 兵車行                                 | 絹本著色 | 1幅        | 97.0x160.0       | 東京藝術大学大学美術館 | 1897年（明治30年）   |                            |            |                                                                                   |
| 無花果                                 | 紙本著色 | 1幅        |                  | 東京藝術大学大学美術館 | 1907年（明治40年）   | 第1回文展                  |            |                                                                                   |
| 蝦蟇仙人                               | 絹本著色 | 幅         |                  | 東京藝術大学大学美術館 | 1907年（明治40年）   | 東京勧業博覧会             |            | 3等賞                                                                             |
| 囀                                     | 紙本著色 | 額装1面    | 143.1x88.0       | 東京国立近代美術館     | 1911年（明治44年）   | 第5回文展                  |            |                                                                                   |
| 南天                                   | 紙本著色 | 二曲一隻   | 63.0x160.5       | 浜松市美術館           | 1913年（大正2年）頃  |                            |            |                                                                                   |
| 孔雀                                   | 絹本著色 | 1面        | 92.2x67.4        | 女子美術大学短期大学部 | 1914年（大正3年）頃  | サンフランシスコ万国博覧会 |            | 刺繍原画                                                                          |
| 楽園                                   | 紙本著色 | 六曲一隻   | 166.5x326.0      | 藤田記念博物館         | 大正後期             |                            |            |                                                                                   |
| 寒山凍雲                               | 絹本著色 | 1幅        | 101.1x113.2      | 宮城県美術館           | 1927年（昭和2年）    | 第2回東台邦画会展          |            |                                                                                   |
| 秋風                                   | 絹本著色 | 1幅        | 48.2x50.6        | 京都国立近代美術館     | 昭和初期             |                            |            |                                                                                   |
| 炭窯                                   | 紙本著色 | 額1面      | 147.7x101.2      | 日本芸術院             | 1934年（昭和9年）    | 第15回帝展                 |            |                                                                                   |
| 梅渓                                   | 絹本著色 | 1面        | 150.0x110.0      | 北海道立近代美術館     | 1936年（昭和11年）   | 改組第1回帝展              |            |                                                                                   |
| 伐木                                   | 紙本著色 |            | 102x123.4        | 佐久市立近代美術館     | 1938年（昭和13年）   | 第2回大日美術院展          |            |                                                                                   |
| 春山晴靄・夏溪浴雨・秋嶺帰雲・冬海雪霽 | 絹本著色 | 4幅対      | 133.2x42.0（各） | 山種美術館             | 1940年（昭和15年）頃 |                            |            |                                                                                   |
| 浅春                                   | 紙本著色 | 額装1面    | 65.4x76.4        | 東京国立近代美術館     | 1942年（昭和17年）   | 献納展                     |            |                                                                                   |
| 米與                                   | 紙本淡彩 | 巻子       | 21.3x355.2       | 藤田記念博物館         | 1947年（昭和22年）   |                            |            | 素明と藤田弥五兵衛はパトロンの関係。藤田家には素明作品が100点近く所蔵されている。 |
| 不老富貴                               | 絹本著色 | 双幅       | 127.0x41.8       | 秋田県立近代美術館     |                      |                            |            |                                                                                   |
| 白雲出岫                               | 絹本著色 | 額装1面    | 116.0x100.2      | ベルリン東洋美術館     | 昭和時代             |                            |            |                                                                                   |

## 著書など
- 花様集 第1 岩田僊太郎 1917
- 艸花習画帖 巧芸社 1922
- 新撰草花 巧芸社 1923
- 東京美術家墓所考 巧芸社 1931
- 東京美術家墓所誌 私家版 1936
- 伊豆長八 芸艸堂 1938
- 素明作品集 芸艸堂 1939
- 国史図と花卉画扇面屏風図録 芸艸堂 1940
- 素明作品集 芸艸堂 1943
- 勤皇画家佐藤正持 弘文社 1944
- 芸文家墓所誌 東京美術家墓所誌続篇 学風書院 1953
- 美術辞典 石井柏亭、黒田鵬心共編 歴史図書社 1976

## 参考資料
- 日本美術院百年史編集室編 『日本美術院百年史 第一巻 上』 日本美術院、1989年
- 秋田県立近代美術館編集・発行 『近代の精華―平福百穂とその仲間たち―図録』 2004年9月